# Calvin Tomkins
Pour les articles homonymes, voir Tomkins.
Calvin Tomkins (né le 17 décembre 1925 à Orange) est un écrivain américain et critique d'art pour le magazine The New Yorker.

## Œuvres (choisies)
- Off the wall : a portrait of Robert Rauschenberg ; New York : Picador, 2005. (OCLC 63193548)
- Paul Strand : sixty years of photographs ; New York : Aperture Foundation, 1999. (OCLC 47779441)
- Duchamp : A Biography ; New York : H. Holt, 1996. (OCLC 34704870)
- Post- to neo- : the art world of the 1980's ; New York : H. Holt, 1988. (OCLC 17549253)
- Roy Lichtenstein : mural with blue brushstroke ; New York : H.N. Abrams, 1988, 1987. (OCLC 16646690)
- Off the Wall : A Portrait of Robert Rauschenberg ; Garden City, N.Y. : Doubleday, 1980. (OCLC 5941038)
- Scene : reports on post-modern art ; New York : Viking Press, 1976. (OCLC 2006004)
- Living well is the best revenge ; New York, Viking Press 1971. (OCLC 153103)
- Merchants and Masterpieces: The Story of the Metropolitan Museum of Art ; New York, E.P. Dutton 1970. (OCLC 64006)
- Ahead of the game: four versions of avant-garde ; Harmondsworth, Penguin, 1968. (OCLC 460816)
- Eric Hoffer; an American odyssey ; New York, Dutton, 1968. (OCLC 449127)
- The Bride and the Bachelors : Five Masters of the Avant-Garde ; Harmondsworth, Eng. ; New York : Penguin Books, 1976, 1968. (OCLC 3172639)
- The Lewis and Clark Trail ; New York, Harper & Row 1965. (OCLC 1338428)
- Intermission ; New York, Viking Press, 1951. (OCLC 880753)